# Hvat
Hvat (tiếng Serbia: Хват) là một đơn vị đo chiều dài có tính lịch sử phổ biến ở Serbia và Croatia, tương tự như sải. Hệ thống đo lường dựa trên hvat được gọi là hvatski sistem (nghĩa đen là "hệ thống hvat").
1 hvat bằng:
- 6 × stopa[1] (stopa tương tự như "foot Vienna" của Áo = 0,316080640 mét.[1]);
- 72 × palac[1] (1 stopa = 12 × palac; palac tương tự như  "inch Vienna" của Áo = 2.6340053 cm);
- 1.89648384 mét.[1]

1 mét bằng 0,527292 hvat.

## Diện tích
Hệ thống đo hvat đã được phát triển từ các đơn vị đo lường của Áo, được sử dụng ở Croatia và Vojvodina (phần phía bắc của Serbia) khi chúng là một phần của Đế quốc Áo-Hung (Áo-Hung). Hvat tương đương với số đo của klafters Vienna. Trong hệ thống hvat, hvat được sử dụng làm cơ sở cho đơn vị diện tích, được gọi là "kvadratni hvat" (tiếng Serbia) hoặc "četvorni hvat" (cả tiếng Serbia và tiếng Croatia). Điều này có thể được dịch là "hvat vuông" và tương tự như sải vuông. Hvat vuông và các đơn vị dẫn xuất khác trong hệ thống hvat đôi khi vẫn gặp phải khi đo đất.
1 hvat vuông bằng 3,596652 mét vuông; 1 mét vuông bằng 0,278036431 hvats vuông.

### Đơn vị phát sinh
Hvat vuông được sử dụng làm cơ sở cho các đơn vị diện tích khác trong hệ thống hvat.
- motika; một motika = 200 hvats vuông = 719.3304 mét vuông.
- jutro ("morning", so sánh đơn vị Morgen) hoặc Joch ở Áo; một jutro = 8 motika = 1.600 hvats vuông[1] = 5.754,64 mét vuông.[1]
- lanac; một lanac = 10 motika = 2.000 hvats vuông = 7.193.304 mét vuông.

Khi được sử dụng ngày nay, các đơn vị thường được làm tròn đến mét vuông gần nhất. Do đó, jutro được làm tròn đến 5.755 mét vuông và lanac được làm tròn đến 7.192 mét vuông. Khi cần độ chính xác cao hơn, katastarsko jutro (có nghĩa là jutro địa chính) được sử dụng, tương đương chính xác 0,5754642 ha (5,754,642 mét vuông).
Các đơn vị lịch sử khác đôi khi được sử dụng để đo diện tích cùng với hvat vuông là:
- Dunam; một dunam bằng 1.000 mét vuông.[1]
- šinik; một šinik bằng 1.000 mét vuông.[1]

## Thể tích
Hvat cũng được sử dụng làm cơ sở cho đơn vị thể tích, được gọi là "kubni hvat", thường được viết tắt là "kubik" trong cả hai ngôn ngữ (mặc dù lưu ý rằng cùng một chữ viết tắt được sử dụng cho mét khối). Điều này có thể được dịch là "hvat khối" (tương tự như sải khối).
Nếu tính từ hvat, một hvat khối sẽ bằng 6.820992 mét khối. Tuy nhiên, bách khoa toàn thư của Viện Ngôn ngữ học Nam Tư liệt kê "metrički hvat", thường được sử dụng nhất để đo củi, bằng 4 mét khối.